# 吸管虫

吸管虫（きゅうかんちゅう、すいくだむし、Suctoria）は、特殊化した繊毛虫の一群で、触手によって捕食を行う単細胞生物である。単細胞生物としては大型で、大きいものでは体長数百μmに達する。

## 特徴
繊毛虫の仲間ではあるが、生活環の大部分を占めるトロフォント (trophont) は繊毛を持たない。この状態の細胞はほとんどが固着性で、基物に直接、或いは柄を介して接着しており、積極的な移動を行わない。細胞の形態は他の繊毛虫とは異なった傾向ながら多彩で、球状、アメーバ状、樹状など様々である。殻（ロリカ）を持つ種もある。
吸管虫の最大の特徴は、細胞表面から出る触手 (tentacle) である。種によってこの触手を生じる部位は決まっており、細胞の概形と共に光学顕微鏡レベルでの分類には有用な形態形質である。一部の属（Rhyncheta、Rhynchophrya）では伸縮性に富む。大部分の吸管虫では触手は分岐せず、基部から末端に至るまで均一な太さであるのに対して、先端が球形に膨大しており、他の原生生物と吸管虫とを見分ける重要な特徴となっている。なお、ハナエダスイクダムシ科の属、Cometodendron、Dendrocometes及びDendrocometides等では分枝型の触手を持つ。
触手の主要な機能は捕食であり、他の原生生物や藻類を餌とする。触手の先端にはハプトシスト（haptocyst、毒胞の一種）と呼ばれるエクストルソーム（extrusome、射出器官）が備わっており、餌が接触するとこれを放出して相手の細胞膜に打ち込み、膜融合を行う。続いて触手内部の微小管が管状の構造を形成し、この内部を通して餌の細胞質を吸収する。捕獲用と摂食用の触手を使い分ける種と、両機能を兼ねた触手を持つ種とがある。
吸管虫の細胞形態はしばしば他の原生生物、いわゆる太陽虫類や放散虫類、糸状仮足アメーバ類と類似するが、前述のように触手の先端の形態から区別可能である。電子顕微鏡レベルの観察では、これらの生物の触手や仮足は断面の微小管配置により厳密に区別される。また、触手と呼ばれる構造を持つ他の単細胞真核生物として、渦鞭毛藻のヤコウチュウ Noctiluca や不等毛藻のペディネラ Pedinella 類が挙げられるが、これらの生物が持つ触手は相同器官ではなく、呼称上の都合で同じ名称を持っているだけである。

## 生活環
生活環として、無性生殖と有性生殖の両方が知られ、前者は分裂又は出芽による。無性生殖の様式は以下の3つに分類される。
- 出芽や分裂は親細胞の表面で起こる（外生）。
- 出芽はポーチ（pouch、親細胞の細胞質陥入部）内で起こる。幼生はポーチの孔から出る（内生）。
- 出芽はポーチで起こる。細胞質分裂はポーチ内で始まり、ポーチの外で完成する（外転）。

出芽により生じた娘細胞は繊毛を持ち、遊泳して定着場所を探す。基物に付着して触手が発達すると、繊毛を失いトロフォントとなる。
有性生殖としては、一部の種でテトラヒメナやゾウリムシといった他の繊毛虫と同様に接合が観察されている。

## 分布
淡水及び海水に普通。特にトロフォントは淡水中の底泥や沈殿物表面に良く見られる。ミジンコなどのカイアシ類の体表に付着している場合 (ectosymbiotic) もある。

## 分類
生活環の中に繊毛を持つステージがあることから、繊毛虫の中の一群と見なされてきた。分子系統解析の結果もこれを支持する。亜綱内の分類は出芽及び分裂の様式による。
吸管虫亜綱 Subclass Suctoria
- Order Exogenida ハリヤマスイクダムシ目（外生芽類）
  - Phalacrocleptidae
  - Stylostomatidae
  - Rhabdophryidae
  - Ophryodendridae
  - Spelaeophryidae タマスイクダムシ科
    - Spelaeophrya タマスイクダムシ属

  - Ephelotidae ハリヤマスイクダムシ科
    - Ephelota ハリヤマスイクダムシ属

  - Parapodophryidae
  - Podophryidae
  - Tachyblastonidae
  - Metacinetidae
  - Thecacinetidae
  - Paracinetidae
  - Urnulidae
  - Corynophryidae
- Order Endogenida ボンボリスイクダムシ目（内性芽類）
  - Dendrosomatidae
  - Trichophryidae
  - Enchelyomorphidae
  - Endosphaeridae
  - Acinetidae
  - Tokophryidae ボンボリスイクダムシ科
    - Tokophrya  ボンボリスイクダムシ属
- Order Evaginogenida ハナエダスイクダムシ目（外転芽類）
  - Cyathodiniidae
  - Dendrocometidae ハナエダスイクダムシ科
    - Dendrocometes ハナエダスイクダムシ属

  - Discophryidae